# Тартрат кальция
Тартрат кальция — химическое соединение,
соль кальция и винной кислоты с формулой CaC4H4O6,
бесцветные кристаллы,
не растворяется в воде,
образует кристаллогидраты.

## Физические свойства
Тартрат кальция образует бесцветные кристаллы.
Не растворяется в воде.
Образует кристаллогидраты различного состава:
- l-CaC4H4O6•4H2O — образуется при брожении вина, кристаллы ромбической сингонии, пространственная группа P 222, параметры ячейки a = 0,920 нм, b = 1,054 нм, c = 0,962 нм [1];
- dl-CaC4H4O6•4H2O;
- мезо-CaC4H4O6•3H2O.

## Применение
- Используется в качестве пищевого консерванта и регулятора кислотности.